# とびでばいん
『とびでばいん』は2001年5月25日にアボガドパワーズから発売されたアダルトゲーム。ジャンルはシューティング・アドベンチャー。ロゴに記されたアルファベット表記『Tobi D+VINE』からも分かるとおり、『D+VINE[LUV]』の後日談としての外伝作品でもある。
2005年頃にWindows XP対応のDVD版制作が発表されていたが、それほどしないうちにスケアクロウ代表の浦和雄が急死したことに伴って立ち消えになってしまう。Windows XPは2008年から販売開始されたダウンロード版で対応している。

## システム
全体はアドベンチャーパートとシューティングパートから成る。一度クリアして最初から始めると「シューティングモード」が選択でき、アドベンチャーパートを全て飛ばしてシューティングパートだけを連続してプレイすることができるが、この場合はクリア済みステージの再挑戦ができない。
アドベンチャーパートでは、街の各施設と各シューティングステージが移動先としてアイコンで表示される。街の施設を選ぶとそこにいる人物との会話をし、物語が進行する。そしてある程度ストーリーが進むと新しいシューティングステージが登場し、それ以降はそのステージをクリアしないとストーリーが進まなくなる。
シューティングステージを選択するとそのままシューティングパートが始まる。ストーリーを先に進めるには最新のステージをクリアしなくてはならないが、既にクリアしたステージに再挑戦することもできる。
シューティングパートについては次節で詳述する。

## シューティングパート

### 概略
全7ステージの横スクロールシューティングである。難易度は「EASY」「NORMAL」「HARD」「HELL」からゲーム開始時に選択したものになる。
主人公であるサクラが自機であり、それにオプションとしてルーンが付いている。ショットを駆使して敵を倒しながら進んでいき、各ステージの最後で登場するボスを倒すことでステージクリア。ライフ制であり、ライフがなくなるとミスになってアドベンチャーパートに戻される（シューティングモードの場合はゲームオーバーで、コンテニュー画面になる）。また、アドベンチャーモードでありクリア済みのステージであるならば好きなときにギブアップすることもできる。
ステージ
1. アーヴィル上空(The Skies of ARVIL)
2. 森(Blue Forest)
3. 大洞窟(Power Cave)
4. 海(Pirates Ocian)
5. ドクロ島(Blazing Isle)
6. ヴァイラス遺跡(Pirates Quarter)
7. 空(Under The Moonlight)

### ルーン
自機であるサクラが使用している空飛ぶ箒のオプションであり、自律行動ができないためサクラを追尾するように動く。敵の攻撃からは完全に無敵であり、さらに小さい敵弾は触れるだけで消滅させるため、盾として利用することが可能。後述するルーンショットやルーンボムにも用いられる。
なお、本来の名前は「宝珠（珠ちゃん）」（説明書では「秘聖球」）であり、ルーンというのはそれに登録され常にその上に乗っている少女の名前であるが、公式サイトなどでは「ルーン」と呼ばれている。

### ショット
武器となるショットは「サクラショット」「ルーンショット」「ルーンボム」の3種に大別され、基本的には対応するボタンを押すことで撃つことができる。

#### サクラショット（通常ショット）
基本となるショットで、「ファイアー（ヴァーンレイド）」「ウィンド（ウィンドブラスト）」「サンダー（レイヴォルト）」の3種がある。これらは通常ショット切り替えボタンを押すことでいつでも切り替えられる。敵を倒すと時折現れる魔石をとると現在使用しているショットのパワーが上がっていき、ショットの威力や攻撃範囲などが上昇していく。
ファイアー
前方に炎の弾を撃つ。連射が可能で威力も中程度。パワーアップしていくと前方の弾の威力が上がり、さらに後方や斜めにも同時に弾を撃つ。
サンダー
前方に一直線に伸びるビームを撃つ。威力は低いが敵を貫通して攻撃できる。また、追加弾として貫通力の無い雷の弾がその周りを廻りながら進む。パワーアップしていくとビームが太くなると共に追加弾も高威力になっていく。
ウィンド
後方から敵を追尾する楔状の弾を撃つ。連射はできないが威力が高く、敵に当たるとスプレッド（炸裂）してしばらくその場にいる敵にダメージを与え続ける。また、追加弾として前方に直進する風の玉を撃つが、こちらも連射性能は良くない代わりに高威力。パワーアップしていくと数発ならば連射できるようになると共に追加弾もさらに高威力になっていく。

#### ルーンショット
オプションであるルーンを使用した特殊な攻撃。
- ルーンショットボタンを押し続けることで、ルーンがサクラの前方に待機するとともにチャージのゲージが溜まっていく。チャージしている間は通常ショットを撃つことができない。このときに得点アイテムをとると溜まりが早くなる。
- ボタンを離すとルーンを前方に射出する。通常ショットが効きづらい敵にも大ダメージを与えることがあるが、その攻撃力はチャージした時間とは無関係。
- 射出したルーンが耐久力のある敵にぶつかると、そこで停止してマジカルリングと呼ばれるフィールド（魔法陣）を周囲に展開する。マジカルリングは時間と共に半径を広げ、その内部にいる敵全てにダメージを与え続ける。このとき、チャージしてあったゲージが減少していく。
- ゲージが尽きる、サクラがダメージを受ける、ルーンのいる場所に敵がいなくなるのいずれかでマジカルリングの展開は終了。サクラのいる場所に戻ってくる。

#### ルーンボム
ボムを消費してルーンから周囲に無数の弾を発射する。同時に敵弾と弱い敵が全て消滅する。
- ルーンショットによりルーンが離れた場所にいても使用することができる。
- ルーンショットを使うたびにMPゲージが溜まっていく。これが最大まで溜まるごとにボムが一つ補充される。最大で9つまでストックできる。

### コンボ
敵を倒すと得点が入ると共にコンボが1加算される。このコンボが繋がって大きくなるほど敵を倒したときの得点が大きくなっていく。
- コンボは画面下のコンボメーターが0になるまでに次の敵を倒せば成立する。コンボメーターは敵を倒すごとに最大にまで戻り、コンボ数が大きくなるほど減りが速くなる。
- コンボメーターはアイテムを取ることで回復させられる。また、敵に通常ショットやルーンショットを当てたり、敵弾をルーンに当てて消滅させることでも回復する。

### アイテム
敵を倒すとアイテムが出現する。敵ごと（敵の種類ごとではない）に出すアイテムが決まっており、難易度が高くなるとポーションを出す敵が少なくなる。
寿司
多くの敵はこのアイテムを出す。得点が加算され、コンボメーターが回復し、チャージ中ならばチャージの溜まりを早くする。ネタによって大きさが違い、それによって効果の大きさも違う。
お宝
寿司の強化版だが出す敵は少ない。
ポーション
体力が1回復しコンボメーターが全快。あまり出ない。
魔石
使用中のサクラショットがパワーアップしてコンボメーターが全快。大きめの敵や連続して複数出てくる敵の最後が出すことが多い。ステージが進むと出にくくなる。
シールド
敵の弾を3回だけ防ぐシールドを張りコンボメーターが全快。あまり出ないが、ポーションよりは多い。

## キャラクター
登場キャラの多くはD+VINE[LUV]と同じであるため、そちらのキャラクター解説を参照。ここではD+VINE[LUV]と比べての追加キャラや特記事項のあるキャラを解説する。
サクラ
シューティングパート担当。飛行海賊に拉致されてしまったアーヴィルの街の知り合いを助けるため、空飛ぶ箒のアイテムで挑んでいく。しかし、そのアイテムの副作用で体が子供体型になってしまう。
ハイド
アドベンチャーパート担当。『D+VINE［LUV］』での主人公で、サクラの幼馴染みの冒険者。本当はサクラではなく自分が海賊の相手をしたかったのだが、飛行アイテムである箒が女性専用だったため断念。さらにルーンにオプションである宝珠への登録も邪魔されたためサクラについていくことができず、街での情報収集を行うことになる。
ルーン
宿屋「風の憩い亭」を経営する女主人ナリアの一人娘。冒険に行くことに興味があり、ハイドを邪魔して自分を宝珠に登録してしまったため、サクラの戦いに協力する。なお宝珠は無敵なのでルーンに被害はない。
ミスト
本作が初登場のメインヒロイン。最初に海賊から救出される少女。記憶を失っている。

## 反響
本作はASCIIが集計した「ソフマップ売り上げランキング(5/21～5/27調査)」にて4位でランクインした。

### 評価
本作は、美少女ゲーム雑誌BugBugの「2001年読者が選ぶ美少女ゲーム年間ランキング」のゲーム性部門で5位にランクインした。
また、同誌の2002年4月号に掲載された企画「言いたいホーダイ2001年 編集部㊙座談会」において、当時編集部の一員だったには本作を個人的な2001年のベストゲームに挙げており、難易度をノーマルに設定した時の「なんとかなる」と思わせる絶妙なゲームバランスを評価した。